# Khovanshchina
Khovanshchina (em russo Хованщина) é um filme soviético de 1959, do gênero drama musical, dirigido por Vera Stroyeva e estrelado por Mark Reizen e Aleksej Krivchenya.
O filme é a adaptação para o cinema da ópera homônima de Modest Mussorgsky, deixada incompleta pelo autor.
A trilha sonora foi indicada ao Oscar.

## Premiações
| Patrocinador                                  | Prêmio | Categoria                            | Situação |
| --------------------------------------------- | ------ | ------------------------------------ | -------- |
| Academia de Artes e Ciências Cinematográficas | Oscar  | Melhor Trilha Sonora (Filme musical) | Indicado |

## Elenco
| Ator/Atriz          | Personagem                |
| ------------------- | ------------------------- |
| Mark Reizen         | Dosifey                   |
| Aleksey Krivchenya  | Príncipe Ivan Khovansky   |
| Anton Grigoryev     | Príncipe Andrey Khovansky |
| Aleksei Maslennikov | Kuska                     |